# Абашев, Дмитрий Сергеевич
Дми́трий Серге́евич Аба́шев (22 января 1991, Губаха, Пермская область) — белорусский биатлонист, имеющий также российское гражданство, участник Кубка мира в составе сборной Беларуси.

## Карьера

### Юниорская карьера
В юношеском возрасте занимался лыжным спортом в ДЮСШ г. Губаха Пермской области, первый тренер — Тягло Ирина Михайловна, далее СДЮСШОР «Старт» города Перми, первый тренер — Морилов Сергей Геннадьевич. Призывался в сборные России младших возрастов, в том числе участвовал в Европейском юношеском Олимпийском фестивале 2009 года, завоевал 3-е место (Бронзу) в эстафете. На первенстве России среди юниоров 2011 года лучшим результатом Дмитрия стало 13-е место.
В сезоне 2011/12 перешёл в биатлон, первый тренер Мерзляков Андрей г. Пермь, участвовал во внутрироссийских соревнованиях среди юниоров.

### Взрослая карьера
Летом 2012 года принял гражданство Беларуси и был включён во второй состав сборной страны, выступает за клуб «Динамо» (Минск). Первым соревнованием для него стал чемпионат Беларуси по летнему биатлону 2012 года, где Дмитрий занял шестое место в спринте и восьмое в масс-старте.
В сезоне 2012/13 дебютировал на Кубке IBU на этапе в Валь-Риданна, занял 99-е место в спринте. Первые очки в зачёт Кубка IBU набрал только год спустя, на этапе в Идре, где был 36-м в спринте. На чемпионате Европы 2014 года в Нове-Место-на-Мораве лучшим результатом Абашева стало 17-е место в индивидуальной гонке, также он был 36-м в спринте и гонке преследования, а в эстафете сборная Беларуси заняла шестое место.
В 2013, 2014, 2016 годах стал победителем 50-километрового лыжного марафона «Настоящий мужик», проходившего в городе Чусовой Пермского края.
На Кубке мира Абашев дебютировал в сезоне 2014/15 на этапе в Рупольдинге, стал восьмым в эстафете и 59-м в спринте. В том же сезоне принял участие ещё в нескольких этапах Кубка мира, в том числе в чемпионате мира в Контиолахти, где занял 70-е место в спринте, 97-е в индивидуальной гонке и 10-е в эстафете. На чемпионате Европы 2015 Дмитрий занимал места в третьем десятке в личных гонках, а в эстафете стал четвёртым.
В 2015 году на чемпионате Беларуси по летнему биатлону выиграл серебро в смешанной эстафете, а в спринте занял четвёртое место (и третье среди участников из Беларуси).
В 2015 году на чемпионате Европы в эстонском Отепя в составе эстафетной мужской команды Беларуси занял 3-е место (бронзовая медаль была вручена белорусам некоторое время спустя, после дисквалификации российской команды). Также принимал участие в чемпионате Европы 2018 года, где лучшим результатом стало 6-е место в индивидуальной гонке.
В феврале 2016 года Абашев впервые набрал очки в зачёт Кубка мира, заняв 29-е место в спринте на этапе в Кэнморе. В том же году на соревнованиях Кубка IBU он впервые поднялся на пьедестал, финишировав третьим в спринте в Нове-Место-на-Мораве.
В 2018 году вернулся в Россию и стал выступать на внутренних соревнованиях. Представлял Татарстан и Ямало-Ненецкий автономный округ. Бронзовый медалист чемпионата России 2019 года в командной гонке. Серебряный призёр в смешанной эстафете, бронзовый призёр в суперспринте и гонке патрулей 2020 года. Чемпион России в суперспринте по летнему биатлону 2021 года. Бронзовый призер Чемпионата России 2023 года в составе мужской эстафеты 4х4.

## Достижения

### Общий зачёт Кубка мира
| Сезон     | ОЗ   | ИГЗ  | СЗ   | ГПЗ  | МСЗ |
| --------- | ---- | ---- | ---- | ---- | --- |
| 2015/2016 | 87-й |      | 78-й |      |     |
| 2016/2017 | 80-й | 50-й |      | 79-й |     |

### Чемпионаты мира
| Год  | Место проведения | Инд | Спр | Пр | МС | Эст | СМ |
| ---- | ---------------- | --- | --- | -- | -- | --- | -- |
| 2015 | ЧМ Контиолахти   | 97  | 70  | —  | 10 | —   | •  |
| 2017 | ЧМ Хохфильцен    | 28  | —   | —  | —  | 19  | —  |